# Baškoti
Baškoti – wieś w Chorwacji, w żupanii istryjskiej, w gminie Višnjan. W 2011 roku liczyła 63 mieszkańców.